# Disciples II
Disciples II: Dark Prophecy est un jeu de stratégie au tour par tour sur PC développé et édité par Strategy First, paru en mai 2002 en France.
Prenant place dans un univers dark fantasy, il raconte la confrontation entre quatre factions (l'Empire (des humains), les Clans des Nains, les Légions des Damnés (des démons) et enfin les Hordes de Mort-Vivants), 10 ans après les événements du premier opus de la série, Disciples: Sacred Lands.

## Système de jeu
L'une des principales particularités du jeu est que chaque "armée" ne peut être composée de plus de six créatures à la fois, dont nécessairement un leader (de trois types : guerrier / rôdeur / magicien), au moins lors de sa création en ville.
De plus, lors du choix de sa race, le joueur peut décider entre trois orientations, chacune apportant des avantages en conséquence lors de la partie :
- Seigneur-Guerrier : les unités régénèrent 15 % de leurs points de vie à chaque tour de jeu
- Seigneur-Mage : le joueur a accès à tous les niveaux de sort de sa race et peut utiliser chacun d'eux deux fois lors du même tour.
- Maître-Assassin : les voleurs qu'il dirige possèdent une gamme plus vaste d'actions et paient moins pour l'amélioration des villes.

Un système d'équipement est également disponible, que l'on peut classer en trois catégories :
- Les objets permanents qui permettent d'apporter des bonus aux leaders s'ils s'en équipent
- Les objets qui apportent un bonus ou un malus à une unité pendant toute une journée (un tour de jeu)
- Les objets à consommation unique et immédiate tels que les potions de soins ou de vie.

Enfin, comme la plupart des jeux de stratégie parus ces dernières années, le jeu possède un système de points d'expériences et de niveau : à chaque gain de niveau, les leaders peuvent apprendre de nouvelles capacités, et les autres unités peuvent évoluer en de nouvelles unités plus puissantes.

## Extensions
Trois extensions ont été apportées par la suite au jeu original, cependant à la différence de ce dernier qui avait été traduit, elles n'ont été éditées en France que dans un pack en VO :
- Guardians of the light : ajoute une campagne à l'Empire et au Clan des Montagnes.
- Servant of the dark : ajoute une campagne à la Légion des Damnés et à la horde des Morts-Vivants.
- Rise of the Elves : rend jouable la cinquième faction du jeu, les Elfes, qui ne l'étaient jusqu'alors pas, et ajoute une campagne qui leur est dédiée.

## Accueil
| Disciples II : Dark Prophecy |      |       |
| Média                        | Pays | Notes |
| Computer Gaming World        | US   | 4/5   |
| Gamekult                     | FR   | 7/10  |
| GameSpot                     | US   | 84 %  |
| Jeuxvideo.com                | FR   | 14/20 |

## Disciples III
Attendu depuis de nombreuses années, Disciples III : Renaissance a été annoncé pour le troisième trimestre de 2008, le jeu est finalement sorti le 22 juillet 2011. Il propose 3 factions : l'Empire, la Légion des Damnées et les Elfes, et pour la première fois dans la série, les graphismes sont intégralement en 3D temps réel.

## Portage NDS
Début 2007, le portage du jeu sur NDS, la console portable à écran tactile de Nintendo a été annoncé pour une sortie le deuxième semestre 2007. Le jeu devait profiter d'une jouabilité au stylet via l'écran tactile et semblait reprendre trait pour trait les fonctionnements et le design de la version PC.
Mais il n'a, finalement, jamais vu le jour.